# .mg
.mg is het achtervoegsel van Madagassische domeinnamen. .mg-domeinnamen worden uitgegeven door Network Information Center Madagascar, dat verantwoordelijk is voor het top level domain '.mg'.